# Pyrinia sublustraria
Pyrinia sublustraria är en fjärilsart som beskrevs av Walker 1860. Pyrinia sublustraria ingår i släktet Pyrinia och familjen mätare. Inga underarter finns listade.